# Вер, Ричард де, 11-й граф Оксфорд
Ричард де Вер (15 августа 1385 — 15 февраля 1417) — английский аристократ и военачальник, 11-й граф Оксфорд (1400—1417), лорд великий камергер Англии (1400—1417). Участник Столетней войны.

## Биография
Старший сын Обри де Вера (около 1339—1400), 10-го графа Оксфорда (1392—1400), и Элис Фитцуолтер (? — 1401), дочери Джона Фитцуолтера, 2-го барона Фитцуолтера, и Элеоноры Перси, дочери Генри Перси, 2-го барона Перси.
23 апреля 1400 года после смерти своего отца Обри де Вера Ричард де Вер унаследовал титулы и владения графа Оксфорда. К моменту смерти отца Ричард был несовершеннолетним. Вначале находился под опекой своей матери Элеоноры Перси, а после её смерти 29 апреля 1401 года король Генрих IV поручил его воспитание Джоанне де Богун, графине Херефорд.
В 1410 году граф Оксфорд был назначен комиссаром в Эссексе, а в ноябре 1411 года посетил Трир с петицией от английского парламента.
В августе 1412 года Ричард де Вер участвовал в военной экспедиции в Нормандию под командованием Томаса Ланкастера, 1-го герцога Кларенса, чтобы оказать помощь Арманьякам против Бургиньонов.
5 августа 1415 года граф Оксфорд участвовал в судебном процессе под руководством герцога Кларенса в Саутгемптоне над Ричардом Конисбургом, графом Кембриджем, Генри ле Скрупом, 3-м бароном Скрупом из Месема, и Томасом Греем из Хетона, которые были обвинены в организации заговора против короля Генриха V и казнены. Через несколько дней Ричард де Вер принял участие в военной экспедиции английского короля Генриха V во Францию.
25 октября 1415 года Ричард де Вер, граф Оксфорд, командовал отрядом в битве при Азенкуре, где английская армия нанесла сокрушительное поражение превосходящим силами французской армии.
В мае 1416 года граф Оксфорд стал рыцарем ордена Подвязи. В том же году он участвовал в походе на Арфлёр и принял участие в морском сражении в устье Сены 15 августа.
15 февраля 1417 года 31-летний Ричард де Вер скончался. Его похоронили в Кельнском приорстве в Эссексе. Ему наследовал старший сын Джон де Вер, 12-й граф Оксфорд.

## Семья и дети
Ричард де Вер был дважды женат. До 1400 года женился на Элис Холланд (ок. 1392 — ок. 1406), дочери Джона Холланда, 1-го герцога Эксетера, и Элизабет Ланкастер, дочери Джона Гонта, герцога Ланкастера. Брак был бездетным.
В 1406 году вторично женился на Элис Серго (ок. 1386—1452), дочери сэра Ричарда Серго и Филиппы Арундел, вдове Ги Сент-Обин из Сент-Эрме (Корнуолл). У них было три сына:
- сэр Джон де Вер (1408—1462), 12-й граф Оксфорд (1417—1462)
- сэр Роберт де Вер (1410—1461), был женат на Джоанне Кортни (? — 1465), дочери сэра Хью Кортни
- сэр Ричард де Вер, женат на Маргарет Перси (? — 1464), вдове Генри Грея, 6-го барона Грея и дочери сэра Генри Перси из Хартилла